# Chant du départ
Pour les articles homonymes, voir Le Chant du Départ.
Le Chant du départ est un chant révolutionnaire, écrit en 1794 par Marie-Joseph Chénier et mis en musique par Étienne Nicolas Méhul. Cet hymne est exécuté pour la première fois le 26 juin 1794 après la bataille de Fleurus afin de célébrer la victoire des armées de la République. Le Comité de salut public demande son exécution le 14 juillet 1794 pour l'anniversaire de la prise de la Bastille. Il est ensuite utilisé pendant la Première Guerre mondiale pour exalter les soldats partant au front.

## Histoire

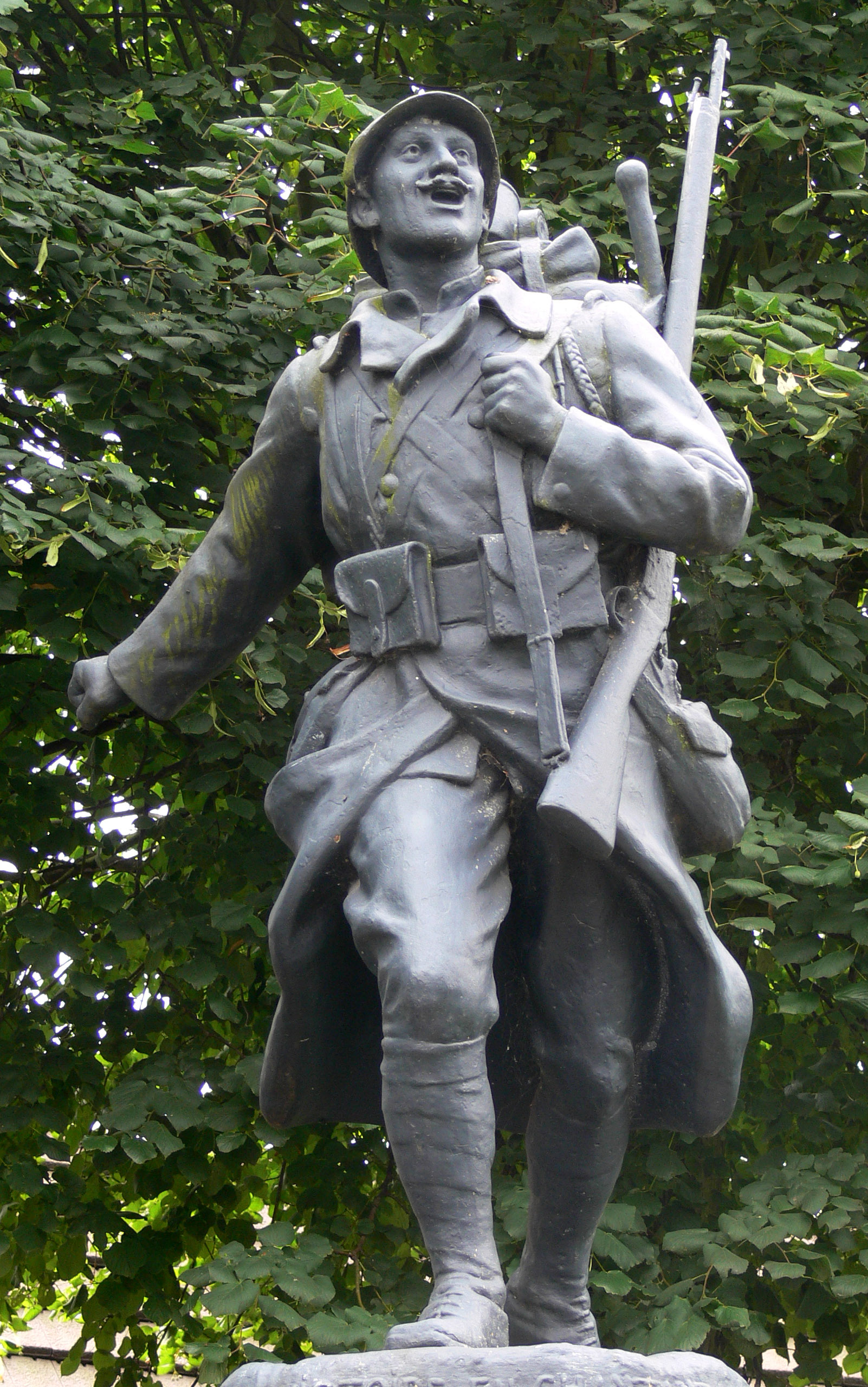
La Victoire en chantant était un thème fréquent lors de la mobilisation de la Première Guerre mondiale, et encore parfois exalté après-guerre, via les monuments-aux-morts (tel ici celui de Phalempin dans le nord de la France, sculpté par Charles Édouard Richefeu).

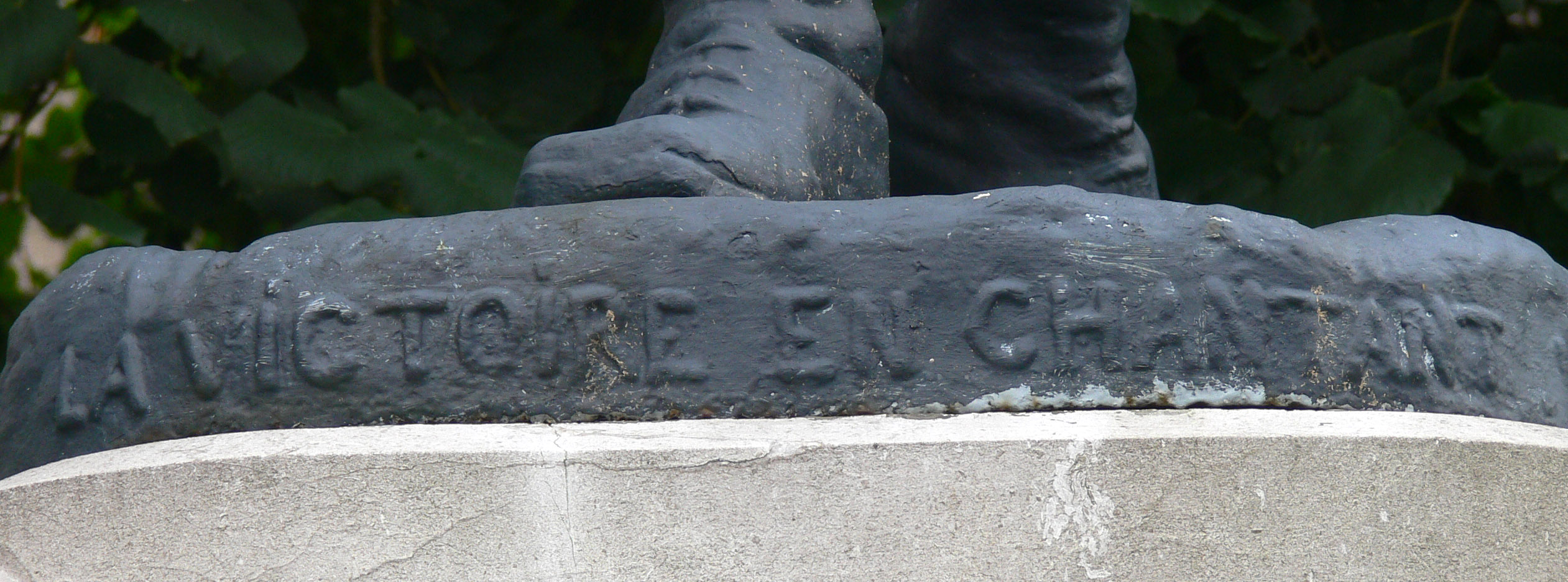
Titre de l'œuvre (La Victoire en chantant) en bas relief sur le socle du monument de bronze et pierre.

### Origine
Ce chant dont le titre original était « Hymne de la liberté » fut appelé le « frère de La Marseillaise » par les soldats républicains. Il est composé par Marie-Joseph Chénier (pour le texte) et Méhul (pour la musique) pour la fête du 14 juillet 1794, il est ensuite présenté par Méhul à Robespierre, sans mentionner Chénier, dont le frère André était déjà dans les prisons révolutionnaires. Robespierre l'aurait alors qualifié de « poésie grandiose et républicaine qui dépasse tout ce qu'a fait ce girondin de Chénier » et en fit changer le titre. Le chant est tout d'abord exécuté par l'orchestre et les chœurs de l'Institut national de musique le 14 juillet 1794. Il est immédiatement imprimé à près de 18 000 exemplaires et distribué aux 14 armées de la République.

### Après la Révolution
Le chant a survécu à la Révolution : Napoléon, qui le préférait à La Marseillaise, l'érige en hymne national en 1804.
Symbole de la volonté de défendre la patrie durant les deux guerres mondiales, il est toujours chanté par l'armée française.
Jacques Offenbach le cite dans son opérette La Fille du tambour-major.
Le carillon de la place Ducale de Charleville-Mézières sonne les heures, quarts d'heures et demi-heures sur les mesures du refrain du Chant du départ de façon que l'intégralité d'un couplet + refrain soit jouée en 60 minutes. De même pour le carillon de la mairie de Givet, ville natale du compositeur située à une cinquantaine de kilomètres de Charleville.
Ce chant est utilisé dans le roman La Guerre des boutons, ainsi que dans le film d'Yves Robert qu'il a inspiré, lors des victoires remportées par les troupes de Lebrac.
En 1974, Valéry Giscard d'Estaing en fait son chant de campagne pour l'élection présidentielle ; élu président de la République, il l'a souvent fait jouer au cours de cérémonies officielles, avec La Marseillaise.
Ce chant est repris dans le générique du film La Victoire en chantant de Jean-Jacques Annaud (1976), renommé Noirs et blancs en couleur.
L'air du refrain est aussi utilisé comme sample au début de la chanson I'm Not Scared des Pet Shop Boys (album Introspective).
Le Chant sert de base pour la composition de l'hymne de campagne de l'Union populaire menée par Jean-Luc Mélenchon pour les élections présidentielle et législatives de 2022.

## Paroles
L'hymne est un tableau musical composé de sept strophes entrecoupées d'un refrain. Chacune de ces strophes est chantée par une personne (ou un groupe de personnes) à laquelle répond au refrain un groupe de soldats (« Chant des guerriers »).
Par exemple, dans le premier couplet, qui est le plus connu, il s'agit d'un député qui s'adresse à des soldats pour les encourager à se battre pour la République.
Dans le second couplet, il s'agit d'une mère de famille qui donne son fils à la patrie.
Dans le quatrième couplet, il s'agit d'un enfant qui évoque Joseph Bara et Joseph Agricol Viala, deux jeunes Français (14 ans et 12 ans) morts pour la République. Alors qu'il était entouré de Vendéens qui lui demandaient de crier « Vive le Roi », Joseph Bara aurait alors refusé et lancé : « Vive la République ! », cri pour lequel il fut exécuté sur-le-champ. Quant à Joseph Viala il mourut frappé par une balle en essayant de couper les cordes d'un ponton de l'ennemi. Ses derniers mots furent : « Je meurs, mais c'est pour la Liberté ! ».